# ヘンダーソン郡 (テネシー州)
座標: 北緯35度39分 西経88度23分 / 北緯35.65度 西経88.39度
ヘンダーソン郡（ヘンダーソンぐん、英: Henderson County）は、アメリカ合衆国のテネシー州にある郡。郡庁所在地はレキシントン (Lexington)である。2000年国勢調査時の人口は2万5522人だったが、2005年の推計時には2万6425人に増えた。

## 地理
国勢調査局によると、この郡の総面積は1362平方キロ（526平方マイル）で、うち1347平方キロ（520平方マイル）が陸地、総面積の1.12%にあたる15平方キロ（6平方マイル）が水域となっている。
- 公園
  - ナッチェズトレイス州立公園
- 隣接する郡
  - キャロル郡（北）
  - ディケーター郡（東）
  - ハーディン郡（南東）
  - チェスター郡（南西）
  - マディソン郡（西）

## 人口動態
2000年の国勢調査時点で、この郡には2万5522人、1万306世帯、7451家族が暮らしている。人口密度は1平方キロあたり19人で、平方マイルに換算すると49人となる。住居数は1万1446軒で、1平方キロに平均8軒（1平方マイルあたりでは22軒）が建っていることになる。住民のうち白人は90.45%、アフリカ系は8.00%、ネイティブ・アメリカンは0.13%、アジア系は0.14%、太平洋諸島系は0.01%、その他の人種は0.33%、混血は0.94%、ヒスパニック（ラテン系）は0.97%を占める。

2000年国勢調査の結果をもとに作成した郡の人口ピラミッド

1万306世帯のうち32.3%は18歳未満の子供と暮らしており、56.9%は夫婦で生活している。11.7%は未婚の女性が世帯主であり、27.7%は家族以外の住人と同居している。24.9%が独り身世帯で、10.7%を独居老人の世帯が占める。1世帯あたりの平均構成人数は2.44人、家庭の平均構成人数は2.90人である。
住民のうち24.3%が18歳未満の未成年、8.7%が18歳以上24歳以下、28.8%が25歳以上44歳以下、23.9%が45歳以上64歳以下、14.2%が65歳以上となっており、平均年齢は37歳である。女性100人に対して男性が92.9人いる一方、18歳以上の女性100人に対しては90.0人いる。
一世帯あたりの平均収入は3万2057米ドル、家族ごとでは3万8475米ドルである。男性の平均収入は2万8598米ドル、女性の平均収入は2万1791米ドルで、労働者でない人々も含めた住民一人当たりの収入は1万7019米ドルとなる。総人口の12.4%、家族の9.2%、18歳未満の子供の14.6%、および65歳以上の高齢者の14.5%は貧困線以下の収入で生計を立てている。

## 都市および町
- レキシントン (en:Lexington, Tennessee)
- パーカーズクロスローズ (en:Parkers Crossroads, Tennessee)
- サーディス (en:Sardis, Tennessee)
- スコッツヒル (en:Scotts Hill, Tennessee)